# Ewing Township (New Jersey)
Ewing Township ist eine Township im Mercer County im US-Bundesstaat New Jersey. Das U.S. Census Bureau ermittelte bei der Volkszählung 2020 eine Einwohnerzahl von 37.264.
Es ist Teil der New York Metropolitan Area.

## Geschichte
Die frühesten Bewohner der heutigen Ewing Township in der historischen Ära waren Lenni-Lenape-Indianer, die entlang der Ufer des Delaware River lebten. Ihre vor der Kolonialzeit ausgeübten Tätigkeiten umfassten die Jagd, den Fischfang, die Herstellung von Töpferwaren und einfache Landwirtschaft. Europäische Siedler, meist von den Britischen Inseln, begannen 1699, das Gebiet zu besiedeln. Einer der frühesten europäischen Siedler war William Green, dessen Farmhaus aus dem Jahr 1717 noch heute auf dem Campus des College of New Jersey steht.
Das Gebiet, das heute Ewing Township ist, war zu Beginn des 18. Jahrhunderts Teil von Hopewell Township im damals sehr großen Burlington County. 1714 wurde Hopewell aus dem Burlington County herausgelöst und dem Hunterdon County hinzugefügt. Bis 1719 wurde das Gebiet, das zu Ewing Township werden sollte, aus Hopewell Township herausgelöst und dem neu geschaffenen Trenton Township hinzugefügt. Teile von Trenton Township wurden am 22. Februar 1834 durch einen Akt der Legislative von New Jersey als Ewing Township gegründet, um Charles Ewing posthum für seine Arbeit als Oberster Richter des Obersten Gerichtshofs von New Jersey zu ehren. Die Gemeinde wurde am 22. Februar 1838 Teil des neu geschaffenen Mercer County. Nach der Eingemeindung erhielt Ewing Township zusätzliches Territorium, das 1858 von Lawrence Township und der Stadt Trenton übernommen wurde. Im Jahr 1894 nahm die Stadt Trenton einen Teil dieses Gebiets zurück und annektierte 1900 weitere Gebiete.

## Demografie
Laut einer Schätzung von 2019 leben in Ewing Township 36.303 Menschen. Die Bevölkerung teilt sich 2019 auf in 60,8 % Weiße, 29,9 % Afroamerikaner, 0,2 % amerikanische Ureinwohner, 4,6 % Asiaten und 2,7 % mit zwei oder mehr Ethnizitäten. Hispanics oder Latinos aller Ethnien machten 8,7 % der Bevölkerung aus. Das mittlere Haushaltseinkommen lag bei 78.876 US-Dollar und die Armutsquote bei 10,2 %.
| Bevölkerungsentwicklung Bei den Daten handelt es sich um Volkszählungsergebnisse. | Bevölkerungsentwicklung Bei den Daten handelt es sich um Volkszählungsergebnisse. | Bevölkerungsentwicklung Bei den Daten handelt es sich um Volkszählungsergebnisse. | Bevölkerungsentwicklung Bei den Daten handelt es sich um Volkszählungsergebnisse. | Bevölkerungsentwicklung Bei den Daten handelt es sich um Volkszählungsergebnisse. | Bevölkerungsentwicklung Bei den Daten handelt es sich um Volkszählungsergebnisse. | Bevölkerungsentwicklung Bei den Daten handelt es sich um Volkszählungsergebnisse. | Bevölkerungsentwicklung Bei den Daten handelt es sich um Volkszählungsergebnisse. | Bevölkerungsentwicklung Bei den Daten handelt es sich um Volkszählungsergebnisse. | Bevölkerungsentwicklung Bei den Daten handelt es sich um Volkszählungsergebnisse. |  |
| --------------------------------------------------------------------------------- | --------------------------------------------------------------------------------- | --------------------------------------------------------------------------------- | --------------------------------------------------------------------------------- | --------------------------------------------------------------------------------- | --------------------------------------------------------------------------------- | --------------------------------------------------------------------------------- | --------------------------------------------------------------------------------- | --------------------------------------------------------------------------------- | --------------------------------------------------------------------------------- |  |
| Jahr                                                                              | 1940                                                                              | 1950                                                                              | 1960                                                                              | 1970                                                                              | 1980                                                                              | 1990                                                                              | 2000                                                                              | 2010                                                                              | 2020                                                                              |  |
| Einwohner                                                                         | 10.146                                                                            | 16.840                                                                            | 26.628                                                                            | 32.831                                                                            | 34.842                                                                            | 34.185                                                                            | 35.707                                                                            | 35.790                                                                            | 37.264                                                                            |  |

## Bildung
Der Campus des The College of New Jersey, eine öffentliche Universität, befindet sich auf dem Gebiet des Township.

## Persönlichkeiten
- Frantz Massenat (* 1992), US-amerikanisch-haitianischer Basketballspieler